# اس‌اس بوتنی
اس‌اس بوتنی (به انگلیسی: SS Bothnia) یک کشتی بود که طول آن ۴۲۲ فوت ۲ اینچ (۱۲۸٫۶۸ متر) بود. این کشتی در سال ۱۸۷۴ ساخته شد.